# Затоплення Бостона патокою

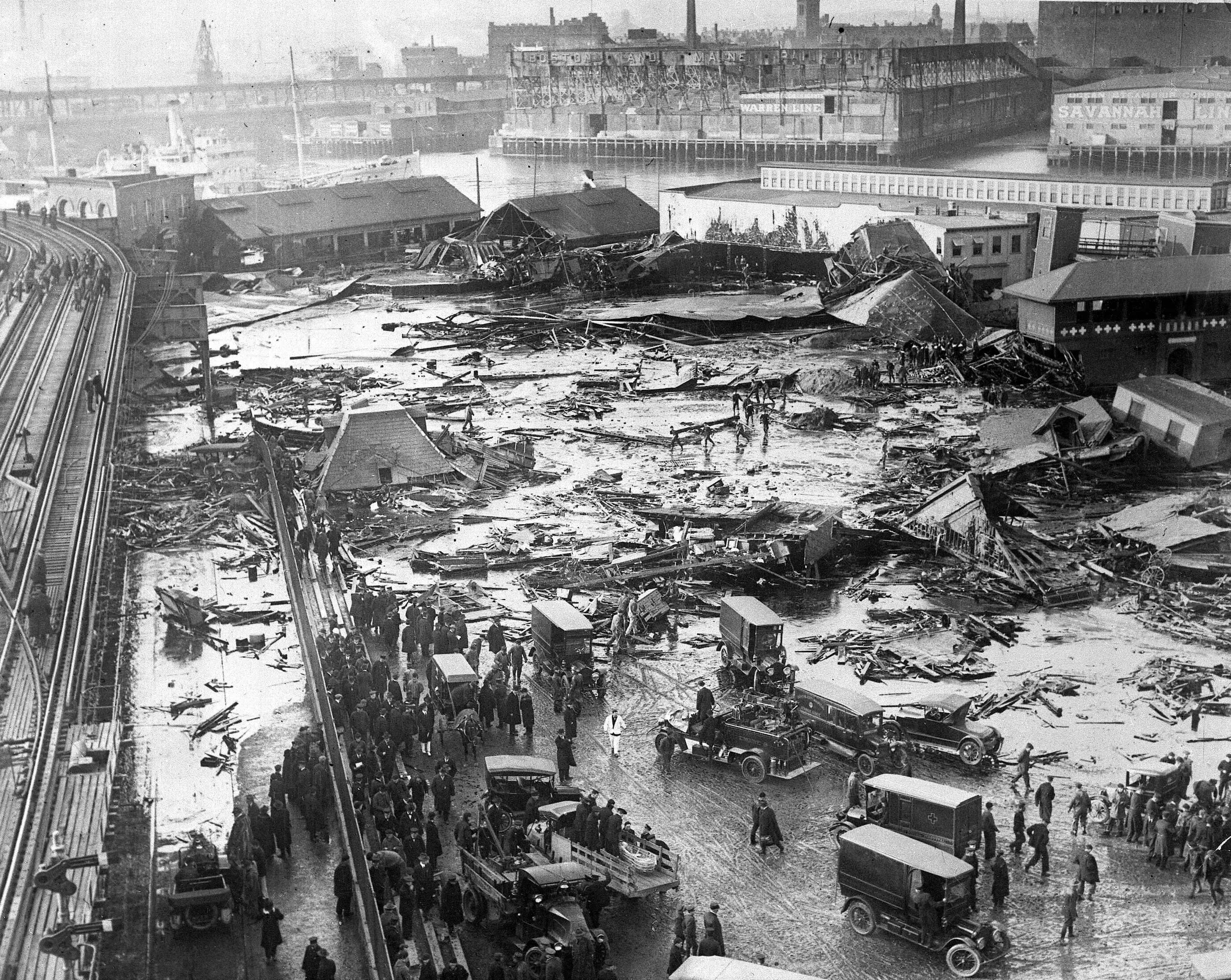
Вигляд затопленого міста

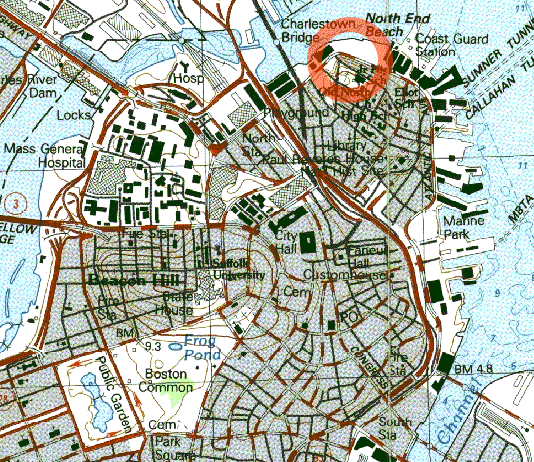
Сучасна мапа центральної частини міста з позначеним місцем події

Затоплення Бостона патокою — нещасний випадок, що трапився 15 січня 1919 року, після того, як в бостонському районі Норт-Енд зруйнувався гігантський резервуар з мелясою і хвиля рідини із високим вмістом цукру пронеслася вулицями міста зі швидкістю до 56 км/год. В результаті затоплення загинула 21 людина, ще близько 150 потрапило до лікарень.
Катастрофа відбулася на алкогольному заводі компанії Purity Distilling Company всього за день до введення «сухого закону». Ферментована меляса у той час широко використовувалася для отримання етанолу. Напередодні введення заборони, власники прагнули виготовити і реалізувати якомога більшу кількість продукції.
День видався незвичайно теплим. Ймовірно через втому металу в переповненому резервуарі з 8700 тис. літрів патоки (діаметром 27 метрів, заввишки 15 метрів) розійшлися сполучені заклепками листи металу. Очевидці чули гучний стук, що нагадував кулеметні черги. Земля затремтіла, неначе пройшов потяг.
На вулиці міста хлинула хвиля патоки заввишки від 2,5 до 4,5 метрів. Тиск патоки був настільки великий, що зсунув зі шляхів вантажний поїзд. Довколишні будівлі були затоплені на метрову висоту, деякі з них обвалилися. Люди і коні гинули від асфіксії, будучи нездатними вибратися з в'язкої речовини.
Першими ліквідацією наслідків зайнялися моряки з пришвартованого неподалік корабля ВМФ США Nantucket, скоро до них приєдналися міські служби. Рятувальна операція тривала чотири дні. У зоні катастрофи був розгорнений пересувний госпіталь «Червоного хреста». Витягнуті з патоки тіла пізнати було практично неможливо. На очищення вулиць від патоки пішло 87 тисяч людиногодин. Тривалий час місцеві жителі страждали від задухи і кашлю.
Місцеві жителі подали позов на власників резервуару. Хоча останні звинувачували в організації вибуху анархістів, потерпілі добилися виплат загальною сумою 600 тисяч доларів, що еквівалентно приблизно 7,2 млн доларів 2007 року (за ІСЦ). Резервуар не відновлювали, зараз на його місці знаходиться баскетбольний майданчик. За словами бостонців, навіть зараз в спекотні дні від старих будинків чути запах карамелі.